# Ratemia squamulata
Ratemia squamulata – gatunek wszy z rodziny Ratemiidae, pasożytujący  na ośle domowym (Equus asinus). Powoduje wszawicę. Samica wielkości 6,1 mm.
Wszy te mają ciało silnie spłaszczone grzbietowo-brzusznie. Przednia para nóg jest wyraźnie mniejsza i słabsza, zakończona słabym pazurem. Środkowa i tylna para nóg tej samej wielkości. Samica składa jaja zwane gnidami, które są mocowane specjalnym "cementem" u nasady włosa nosiciela. Rozwój osobniczy po wykluciu się z jaja trwa około 14 dni i występują w nim 3 stadia larwalne; larwy od osobników dorosłych różnią się tylko wielkością.
Wesz ta pasożytuje na skórze. Żywi się krwią, którą ssie 2–3 razy dziennie. Występuje na terenie Afryki – w Kenii oraz w Ugandzie.